# Loa (voilier)
Pour les articles homonymes, voir Loa.
Le Loa est un trois-mâts goélette danois participant, depuis 2009, aux différents Tall Ships' Races en classe A. Il appartient à la Tall Ship Aalborg Fund et est basé au port d'Aalborg dans la région du Jutland du Nord.

## Histoire
Construit en 1921 dans le chantier naval Sophus Weber à Svendborg, ce trois-mâts goélette a été lancé en 1922 pour servir au cabotage.
En 1972, il est vendu à un propriétaire privé pour une transformation en voilier de plaisance. En 1995 il est transféré à une association propriétaire du Jens Krogh.
En 2002, il rejoint son actuel propriétaire, la Tall Ship Aalborg Fund, qui en effectue la restauration totale en 5 ans.
Depuis son lancement il sert essentiellement de voilier-école pour des adolescents.